# 197-я штурмовая авиационная дивизия
197-я штурмовая авиационная Демблинская Краснознамённая дивизия (197-я шад) — соединение Военно-воздушных сил (ВВС) Вооружённых сил РККА штурмовой авиации, принимавшее участие в боевых действиях Великой Отечественной войны.

## Наименования дивизии

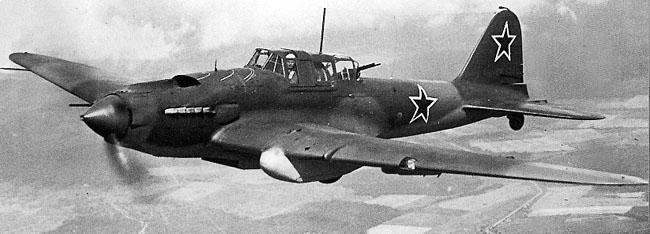
Штурмовик Ил-2 всю войну оставался основным самолётом дивизии.

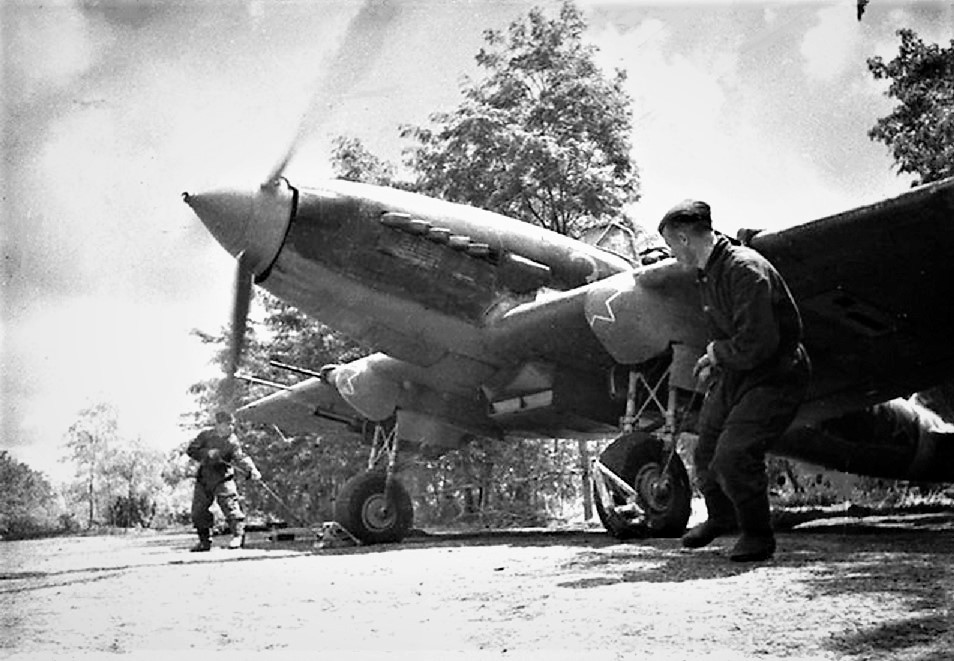
Штурмовик Ил-2 готовится вырулить на взлёт.

- 197-я штурмовая авиационная дивизия[1];
- 197-я штурмовая авиационная Демблинская дивизия[1];
- 197-я штурмовая авиационная Демблинская Краснознамённая дивизия[1];
- Войсковая часть (Полевая почта) 54852[1].

## История и боевой путь дивизии
197-я штурмовая авиационная дивизия начала своё формирование Приказом НКО СССР в январе 1944 года и была сформирована к февралю 1944 года в составе 6-го штурмового авиационного корпуса Резерва Верховного Главного Командования.
Дивизия в составе 6-го штурмового авиакорпуса принимала участие в Белорусской, Минской и Люблин-Брестской операциях. За успешное выполнение заданий командования в ходе наступления на ковельско-холмском направлении дивизия награждена орденом Красного Знамени, а за освобождение города Демблин ей присвоено почётное наименование Демблинская. С января 1945 года дивизия принимает участие в Варшавско-Познанской и Висло-Одерской операциях. С февраля 1945 года дивизия принимает участие в Восточно-Померанской, а с 16 апреля 1945 года — в Берлинской наступательной операциях.
В составе действующей армии дивизия находилась с 7 июля по 8 сентября 1944 года и с 25 ноября 1944 года по 9 мая 1945 года.
После войны 197-я штурмовая авиационная Демблинская Краснознамённая дивизия базировалась в составе 6-го штурмового Люблинского Краснознамённого авиакорпуса 16-й воздушной армии со 2 июня 1945 года в составе Группы советских оккупационных войск в Германии. Дивизия базировалась на аэроузле Штраусберг в Германии (земля Бранденбург).
В декабре 1945 года в состав дивизии вошёл 567-й штурмовой авиаполк из состава расформировываемой 198-й штурмовой авиадивизии. 15 июля 1945 года полк перелетел на аэродром Виттшток (75 км северо-западнее Берлина). 1 декабря 1945 года полк без самолётов вошёл в состав дивизии и перебазировался на аэродром Деммин (100 км северо-западнее Штеттина). В феврале 1946 года дивизия перебазирована в состав 11-й воздушной армии Тбилисского военного округа на аэродромы Армении. Штаб дивизии располагался в посёлке Октемберян, ныне Армавир Армянской ССР:
- 567-й штурмовой авиационный полк — в посёлок Октемберян, ныне Армавир Армянской ССР.
- 618-й штурмовой авиационный полк — в посёлок Октемберян, ныне Армавир Армянской ССР.
- 765-й штурмовой авиационный полк — в посёлок Аржис Армянской ССР.
- 805-й штурмовой авиационный полк — в посёлок Аржис Армянской ССР.

После перебазирования на новый аэроузел дивизия была перевооружена на новые самолёты Ил-10. 28 июня 1946 года дивизия вместе с полками расформирована в составе 11-й воздушной армии Тбилисского военного округа.

## Командиры дивизии
- Полковник Тимофеев Вячеслав Арсеньевич[3], период нахождения в должности: с 13 февраля 1944 года по 22 февраля 1945 года. Назначен на должность командира 300-й штурмовой авиационной дивизией.
- Полковник Ковалёв Тарас Евдокимович[3], период нахождения в должности: с 23 февраля 1945 года по 10 октября 1946 года. Переведён с должности командира 300-й штурмовой авиационной дивизией.

## В составе объединений
| Дата          | Фронт (округ)                                   | Армия                | Корпус                           | Примечания |
| ------------- | ----------------------------------------------- | -------------------- | -------------------------------- | ---------- |
| 01.01.1944 г. | Резерв Ставки ВГК                               | -                    | 6-й штурмовой авиационный корпус | -          |
| 01.02.1944 г. | 2-й Украинский фронт                            | 5-я воздушная армия  | 6-й штурмовой авиационный корпус | -          |
| 25.03.1944 г. | Резерв Ставки ВГК                               | -                    | 6-й штурмовой авиационный корпус | -          |
| 01.04.1944 г. | Харьковский военный округ                       | ВВС округа           | 6-й штурмовой авиационный корпус | -          |
| 07.07.1944 г. | 1-й Белорусский фронт                           | 6-я воздушная армия  | 6-й штурмовой авиационный корпус | -          |
| 01.08.1944 г. | 1-й Белорусский фронт                           | 16-я воздушная армия | 6-й штурмовой авиационный корпус | -          |
| 08.09.1944 г. | Резерв Ставки ВГК                               | -                    | 6-й штурмовой авиационный корпус | -          |
| 25.11.1944 г. | 1-й Белорусский фронт                           | 16-я воздушная армия | 6-й штурмовой авиационный корпус | -          |
| 09.05.1945 г. | 1-й Белорусский фронт                           | 16-я воздушная армия | 6-й штурмовой авиационный корпус | -          |
| 10.06.1945 г. | Группа советских оккупационных войск в Германии | 16-я воздушная армия | 6-й штурмовой авиационный корпус | -          |
| 01.05.1946 г. | Тбилисский военный округ                        | 11-я воздушная армия | -                                | -          |

## Части и отдельные подразделения дивизии
За весь период своего существования боевой состав дивизии не претерпевал изменения:
| Период                  | Наименование                                    | Вооружение              |
| ----------------------- | ----------------------------------------------- | ----------------------- |
| 01.12.1945 — 28.06.1946 | 567-й штурмовой авиационный полк, расформирован | Ил-2, Ил-10 (с 1946 г.) |
| 01.01.1944 — 28.06.1946 | 618-й штурмовой авиационный полк, расформирован | Ил-2, Ил-10 (с 1946 г.) |
| 01.01.1944 — 28.06.1946 | 765-й штурмовой авиационный полк, расформирован | Ил-2, Ил-10 (с 1946 г.) |
| 01.01.1944 — 28.06.1946 | 805-й штурмовой авиационный полк, расформирован | Ил-2, Ил-10 (с 1946 г.) |

## Участие в операциях и битвах

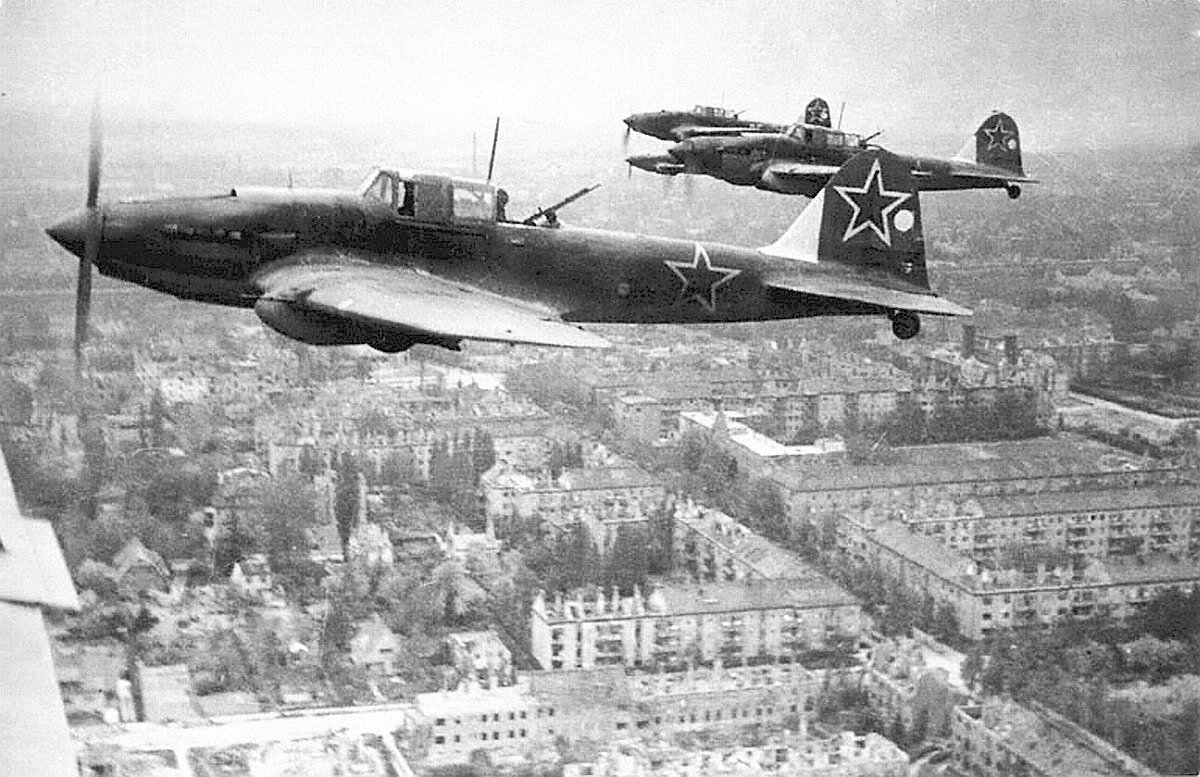
Звено Ил-2м над Берлином в мае 1945 года.

- Белорусская операция (1944) с 7 июля 1944 года по 29 августа 1944 года.
  - Минская операция[4] с 29 июня 1944 года по 4 июля 1944 года
  - Люблин-Брестская операция[4] с 18 июля 1944 года по 2 августа 1944 года.
- Висло-Одерская операция с 12 января 1945 года по 3 февраля 1945 года.
- Варшавско-Познанская операция[4] с 14 января 1945 года по 3 февраля 1945 года.
- Восточно-Померанская операция[4] с 10 февраля 1945 года по 20 марта 1945 года.
- Берлинская операция[4] с 16 апреля 1945 года по 8 мая 1945 года.

## Почётные наименования
- 197-й штурмовой авиационной дивизии за отличие в боях при овладении городом и крепостью Демблин (Ивангород) — крупным железнодорожным узлом и мощным опорным пунктом обороны немцев на реке Висла Приказом НКО СССР от 9 августа 1944 года на основании Приказа ВГК № 150 от 26 июля 1944 года присвоено почётное наименование «Демблинская»[6].
- 618-му штурмовому авиационному полку за отличие в боях при разгроме берлинской группы немецких войск овладением столицы Германии городом Берлин — центром немецкого империализма и очагом немецкой агрессии Приказом НКО СССР № 111 от 11 июня 1945 года на основании Приказа ВГК № 359 от 2 мая 1945 года присвоено почётное наименование «Берлинский»[7].
- 765-му штурмовому авиационному полку за отличие в боях при овладении городом Варшава — важнейшим стратегическим узлом обороны немцев на реке Висла Приказом НКО СССР от 19 февраля 1945 года на основании Приказа ВГК № 223 от 17 января 1945 года присвоено почётное наименование «Варшавский»[8].
- 805-му штурмовому авиационному полку за отличие в боях при разгроме берлинской группы немецких войск овладением столицы Германии городом Берлин — центром немецкого империализма и очагом немецкой агрессии Приказом НКО СССР № 111 от 11 июня 1945 года на основании Приказа ВГК № 359 от 2 мая 1945 года присвоено почётное наименование «Берлинский»[7].

## Награды
- 197-я штурмовая авиационная Демблинская дивизия Указом Президиума Верховного Совета СССР от 9 августа 1944 года награждена орденом «Красного Знамени».
- 618-й штурмовой авиационный полк за образцовое выполнение заданий командования в боях с немецкими захватчиками за овладение городом Варшава и проявленные при этом доблесть и мужество Указом Президиума Верховного Совета СССР от 19 февраля 1945 года награждён орденом «Суворова III степени»[9].
- 765-й штурмовой авиационный Варшавский полк за образцовое выполнение заданий командования в боях с немецкими захватчиками за овладение городом Альтдамм и проявленные при этом доблесть и мужество Указом Президиума Верховного Совета СССР от 3 мая 1945 года награждён орденом «Суворова III степени»[9].
- 805-й штурмовой авиационный полк за образцовое выполнение заданий командования в боях с немецкими захватчиками за овладение городом Варшава и проявленные при этом доблесть и мужество Указом Президиума Верховного Совета СССР от 19 февраля 1945 года награждён орденом «Суворова III степени»[9].

## Благодарности Верховного Главнокомандующего

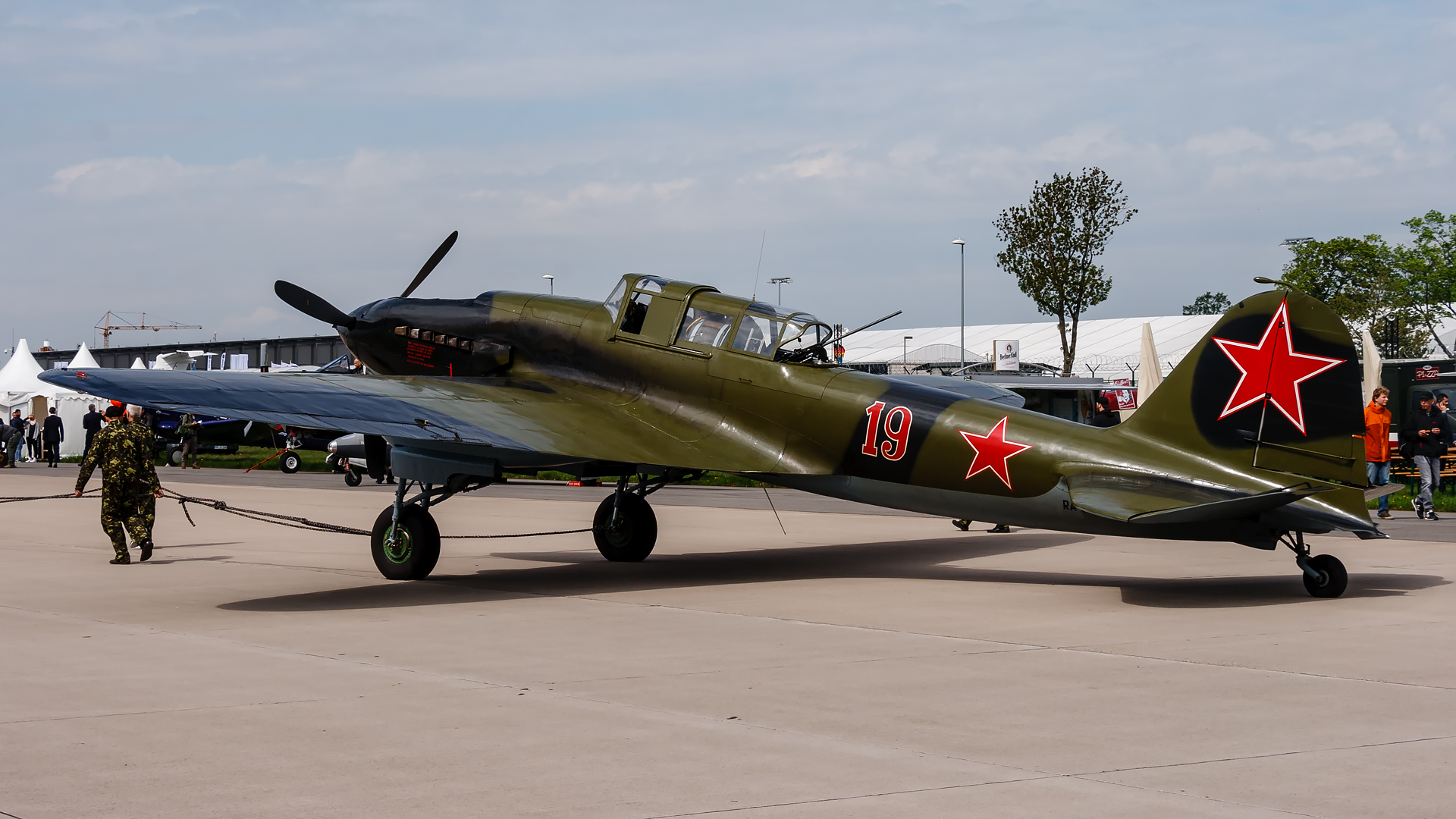
Конструкторы называли разработанный ими штурмовик Ил-2 «летающим танком», пилоты-истребители люфтваффе прозвали его «бетонным самолётом» (нем. Betonflugzeug), солдаты вермахта называли его «чумой» (нем. Schwarzer Tod, дословно: «чёрная смерть»).

Воинам дивизии Верховным Главнокомандующим объявлены благодарности:
- За отличие в боях при овладении городом и крепостью Демблин (Ивангород) — крупным железнодорожным узлом и мощным опорным пунктом обороны немцев на реке Висла[6].
- За отличие в боях при овладении городом Варшава — важнейшим стратегическим узлом обороны немцев на реке Висла[8].
- За отличие в боях при овладении городами и крупными узлами коммуникаций Сохачев, Скерневице и Лович — важными опорными пунктами обороны немцев[10].
- За отличие в боях при овладении городами Бервальде, Темпельбург, Фалькенбург, Драмбург, Вангерин, Лабес, Фрайенвальде, Шифельбайн, Регенвальде и Керлин — важными узлами коммуникаций и сильными опорными пунктами обороны немцев в Померании[11].
- За отличие в боях при овладении городами Штаргард, Наугард, Польцин — важными узлами коммуникаций и мощными опорными пунктами обороны немцев на штеттинском направлении[12].

## Отличившиеся воины дивизии
- Сухоруков Иван Александрович, старший лейтенант, штурман 805-го штурмового авиационного полка 197-й штурмовой авиационной дивизии 16-й воздушной армии Указом Президиума Верховного Совета СССР 15 мая 1946 года удостоен звания Герой Советского Союза. Золотая Звезда № 9025.
- Тимофеева (Егорова) Анна Александровна, старший лейтенант, штурман 805-го штурмового авиационного полка 197-й штурмовой авиационной дивизии 16-й воздушной армии Указом Президиума Верховного Совета СССР 6 мая 1965 года удостоена звания Герой Советского Союза. Золотая Звезда № 10679.

## Интересные факты
- В истории штурмовой авиации был первый случай, когда муж и жена летали вместе на одном самолёте в 765-м штурмовом авиационном полку. Лётчик украинец капитан Ликаренко Пётр Павлович и черкешенка воздушный стрелок старшина Богузокова Лёля Магометовна.
- Герой Советского Союза лётчица Тимофеева (Егорова) Анна Александровна и воздушный стрелок Назаркина Евдокия Алексеевна составили первый в истории штурмовой авиации женский экипаж. Этот экипаж воевал в составе 805-го штурмового полка. 22 августа 1944 года в воздушном бою над Студзянками экипаж сбит, Егорова Анна Александровна получила тяжёлое ранение, была обожжена и без сознания попала в плен. Тимофеева прошла несколько концлагерей. В январе 1945 года была освобождена танкистами 5-й ударной армии из Кюстринского концлагеря «Заксенхаузен», где содержалась в отдельном, постоянно охраняемом карцере. После освобождения из лагеря в течение 10 дней проходила проверку на допросах в отделении контрразведки «Смерш» 32-го стрелкового корпуса 5-й ударной армии. После медкомиссии, не допустившей её к лётной работе, вернулась в Москву на Метрострой. Вышла замуж за Вячеслава Арсеньевича Тимофеева, бывшего командира 197-й штурмовой авиационной дивизии. Представление к высокому званию в годы войны «затерялось» и лишь благодаря стараниям однополчан Указом Президиума Верховного Совета СССР от 6 мая 1965 года Тимофеевой (Егоровой) Анне Александровне присвоено звание Героя Советского Союза с вручением ордена Ленина и медали «Золотая Звезда». Воздушный стрелок Евдокия Алексеевна Назаркина погибла и была представлена к званию Героя Советского Союза посмертно. Однако звания не удостоена.

## Базирование
| Период            | Место базирования     |
| ----------------- | --------------------- |
| 05.1945 — 01.1946 | Штраусберг, Германия  |
| 01.1946 — 06.1946 | Ереван, Армянская ССР |